# Herbert Wilson Foster

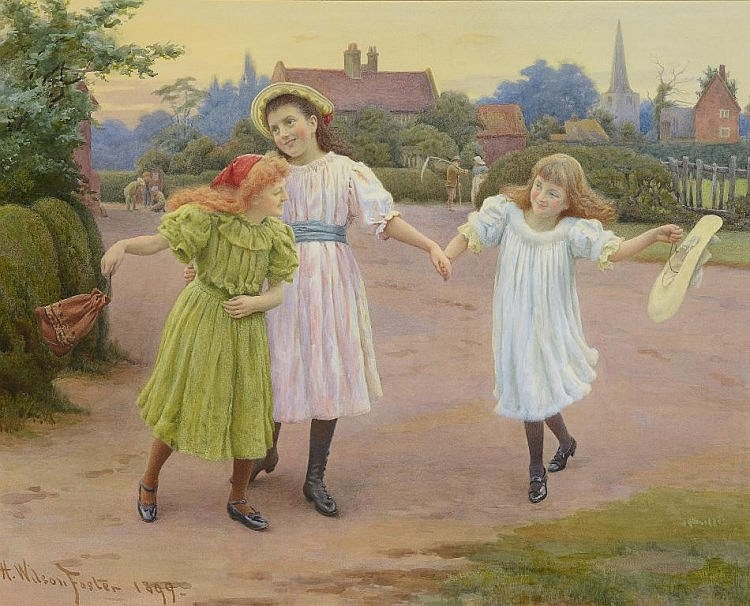
Herbert Wilson Foster: Playtime In Bradmore, 1899

Herbert Wilson Foster (* 18. Januar 1846 in Endon, Staffordshire; † 1929 in West Bridgford, Nottinghamshire) war ein britischer Maler, Zeichner und Porzellanmaler. Er ist bekannt für seine Genrebilder, Porträts und seine Tätigkeit als Lehrer an der Nottingham School of Art.

## Leben
Herbert Wilson Foster wurde 1846 in Endon in der Grafschaft Staffordshire geboren. Sein Vater war Keramikkünstler und Foster begann seine künstlerische Laufbahn als Fliesendesigner bei der Minton (britische Porzellanmanufaktur, 1793 in Stoke-on-Trent gegründet). Er besuchte die Hanley School of Art, wo er mehrere Auszeichnungen erhielt. Im Alter von 24 Jahren erhielt er die Silbermedaille der Worshipful Company of Painter-Stainers. Ein Stipendium ermöglichte ihm ein Studium in South Kensington und weitere Studienaufenthalte in Frankreich und Belgien. Ab 1872 arbeitete Herbert Wilson Foster als Maler bei Minton, wo er Porträts zeitgenössischer Persönlichkeiten, darunter Mitglieder der königlichen Familie, auf Porzellan malte. 1893 wurde er Lehrer an der Nottingham School of Art, wo er unter anderem Laura Knight und Harold Knight unterrichtete. Foster starb 1929 in seinem Haus in West Bridgford, Nottinghamshire.

## Werk

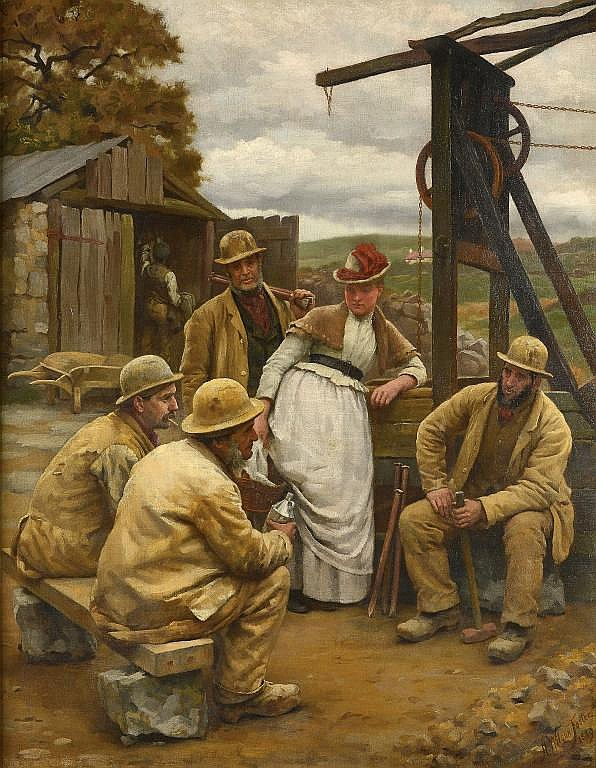
Herbert Wilson Foster: The Pit Head, 1889. Ausgestellt: (vermutlich) in der Royal Academy, London, 1891, A Chat at the Pit Head - Welsh Lead Miners, Kat. Nr. 622

Das Werk von Herbert Wilson Foster umfasst Ölgemälde, Aquarelle und Zeichnungen. Er spezialisierte sich auf ländliche und häusliche Szenen, die sich durch ihre Detailgenauigkeit und atmosphärische Darstellung auszeichnen. Zu seinen bekanntesten Werken gehören
- Die Prozession der Maikönigin (1893), ausgestellt in der Royal Academy.
- The Pit Head (1889), eine Darstellung walisischer Bergleute.
- Playtime in Bradmore (1899), ein Aquarell, das das ländliche Leben zeigt.
- Home from the Harvest Field (1886), das 2014 bei Bonhams versteigert wurde.

Einige seiner Entwürfe befinden sich in der Sammlung des Victoria and Albert Museum.